# Death-Dealer
Death-Dealer (Li Ching-Lin), (Español: El Traficante de la Muerte) es un supervillano Chino y enemigo de Shang-Chi que aparece en los cómics estadounidenses publicados por Marvel Comics.
Death-Dealer hizo su debut en acción en vivo en la película Shang-Chi y la leyenda de los Diez Anillos (2021), ambientada en el Universo Cinematográfico de Marvel, interpretado por Andy Le.

## Historial de publicaciones
El personaje es creado por Doug Moench y Gene Day, apareció por primera vez en Master of Kung Fu # 115 (agosto de 1982).

## Biografía ficticia
Li Ching-Lin es un agente del MI6 conocido por sus métodos extremadamente brutales que también trabajaba como agente doble para el cerebro criminal Zheng Zu, el padre de Shang-Chi. Cuando Shang-Chi y el MI6 descubren la verdadera lealtad de Li, Li huye de ellos y se reúne con Zheng Zu en su base secreta en Londres, donde le dio el nombre de "Death-Dealer", le proporcionó un disfraz enmascarado y armas, y le ordenó eliminar a Shang-Chi y sus aliados. Death Dealer logra capturar a Shang-Chi y lo lleva a Zheng Zu. A pesar de su estado debilitado, Shang-Chi es capaz de escapar de la captura y derrota a Death-Dealer en combate. Con su base de Londres destruida, Death-Dealer y Zheng Zu escapan en helicóptero a la fortaleza de Zheng Zu en China.
Cuando Shang-Chi llega a la fortaleza de Zheng Zu, Death-Dealer es enviado para llevar la sangre de Shang-Chi a Zheng Zu para preservar su longevidad. Shang-Chi le arroja un brasero, que lo quema hasta la muerte.
Años más tarde, el hijo de Death-Dealer, Huo Li, se enfrentó a Shang-Chi para vengar la muerte de su padre, pero fue fácilmente derrotado por el Maestro de Kung Fu.

## Poderes y habilidades
Li Ching-Lin es un excelente luchador cuerpo a cuerpo.

## En otros medios
Death-Dealer aparece en la película del Universo cinematográfico de Marvel, Shang-Chi y la leyenda de los Diez Anillos (2021), interpretado por Andy Le. Esta versión es miembro de los Diez Anillos, sirve a las órdenes de su líder Wenwu y entrenando personalmente a Shang-Chi, aunque de una manera cruel. Death-Dealer, Razor Fist y un grupo de miembros de los Diez Anillos viajan a Macao para reclamar el colgante de Xialing, solo para encontrarse y luchar contra Shang-Chi hasta que Wenwu detiene la pelea. Death-Dealer luego acompaña a los Diez Anillos a la aldea de Ta Lo, donde finalmente es asesinado por los secuaces del Habitante en la Oscuridad. Death Dealer es un personaje compuesto del Death Dealer (Li Ching-Lin) y Cho Lin, quien era el maestro de Shang-Chi y Sol de Medianoche.